# فلافيو بوتشي
فلافيو بوتشي (بالإيطالية: Flavio Bucci)‏ هو منتج أفلام وممثل إيطالي، ولد في 25 مايو 1947 في تورينو في إيطاليا. من الجوائز التي نالها مهرجان مونتريال السينمائي العالمي سنة 1978.

## جوائز
- مهرجان مونتريال السينمائي العالمي (1978)
- الحزام الفضي لأفضل ممثل [الإنجليزية]‏

## وصلات خارجية
- فلافيو بوتشي على موقع IMDb (الإنجليزية)
- فلافيو بوتشي على موقع ألو سيني (الفرنسية)
- فلافيو بوتشي على موقع أول موفي (الإنجليزية)
- فلافيو بوتشي على موقع قاعدة بيانات الأفلام السويدية (السويدية)
- فلافيو بوتشي على موقع ديسكوغز (الإنجليزية)
- فلافيو بوتشي على موقع قاعدة بيانات الفيلم (الإنجليزية)
- فلافيو بوتشي على موقع كينوبويسك (الروسية)